# XXI Century Blood
XXI Century Blood je první studiové album skupiny The Warning. Skupina začala album nahrávat v roce 2016 ve studiu Sonich Ranch a vydala ho v roce 2017. Vyšlo na CD a vinylu.

## Seznam skladeb
| Pořadí | Název                       | Délka |
| ------ | --------------------------- | ----- |
| 1.     | XXI Century Blood           | 3:57  |
| 2.     | Shattered Heart             | 4:10  |
| 3.     | Survive                     | 5:08  |
| 4.     | Wildfire                    | 3:32  |
| 5.     | Black Holes (Don't Hold On) | 5:02  |
| 6.     | Our Mistakes                | 4:15  |
| 7.     | When I'm Alone              | 3:29  |
| 8.     | Runaway                     | 3:59  |
| 9.     | Unmendable                  | 3:35  |
| 10.    | Copper Bullets              | 3:41  |
| 11.    | Show Me The Light           | 4:29  |
| 12.    | Exterminated (Live Session) | 3:24  |
| 13.    | River's Soul (Live Session) | 4:14  |

## Sestava

#### The Warning
- Daniela „Dany“ Villarreal – kytary, zpěv, piano
- Paulina „Pau“ Villarreal – bicí, zpěv, piano
- Alejandra „Ale“ Villarreal – baskytara, doprovodný zpěv, piano

#### Produkční tým
- Umělecký ředitel – Rudy Joffroy
- Výtvarník [obal] – Sebastian Eriksson
- Design – Creative Dreams
- Mastering – Jaime Cavazos
- Hudební asistent, výkonný producent – Luis Villarreal
- Producent, hudební inženýr, sestavení – Jake Carmona
- Produkce – Daniela Villarreal
- Koprodukce – Paulina Villarreal
- Koprodukce – Alejandra Villarreal